# Кнорози
Кнорози (пол. Knorozy) — село в Польщі, у гміні Більськ-Підляський Більського повіту Підляського воєводства. Населення — 194 особи (2011).

## Історія
Вперше згадується 1576 року.
У 1975—1998 роках село належало до Білостоцького воєводства.

## Демографія
Демографічна структура станом на 31 березня 2011 року:
|          | Загалом | Допрацездатний вік | Працездатний вік | Постпрацездатний вік |
| -------- | ------- | ------------------ | ---------------- | -------------------- |
| Чоловіки | 104     | 10                 | 58               | 36                   |
| Жінки    | 90      | 5                  | 34               | 51                   |
| Разом    | 194     | 15                 | 92               | 87                   |